# Княжьи Горы (Московская область)
Княжьи Горы — деревня в городском округе Шаховская Московской области России.

## География
Расположена примерно в 7 км к западу от районного центра — посёлка городского типа Шаховская, на автодороге «Балтия» М9. Севернее деревни — исток реки Дёржи.
Соседние населённые пункты — посёлок Муриковский Разъезд, деревни Городково и Московкино.

## История
В 1769 году Княжьи Горы — деревня Хованского стана Волоколамского уезда Московской губернии, владение лейб-гвардии секунд-майора, князя Александра Алексеевича Шаховского. В деревне 30 душ, к ней относилось 155 десятин 1413 саженей пашни и 478 десятин 1750 саженей леса, а также 2 десятины 691 сажень болот.
В середине XIX века деревня относилась к 1-му стану Волоколамского уезда и принадлежала князю Валентину Михайловичу Шаховскому. В деревне было 24 двора, 91 душа мужского пола и 105 душ женского.
В «Списке населённых мест» 1862 года Княжия Горы — владельческая деревня 1-го стана Волоколамского уезда Московской губернии по левую сторону Московского тракта, шедшего от границы Зубцовского уезда на город Волоколамск, в 32 верстах от уездного города, при пруде, с 28 дворами и 181 жителем (88 мужчин, 93 женщины).
По данным на 1890 год Княжьи Горы входили в состав Муриковской волости, число душ мужского пола составляло 84 человека.
Постановлением президиума Моссовета от 24 марта 1924 года Муриковская волость была включена в состав Судисловской волости Волоколамского уезда.
По материалам Всесоюзной переписи населения 1926 года — деревня Городковского сельсовета, проживало 229 человек (102 мужчины, 127 женщин), насчитывалось 49 крестьянских хозяйств.
С 1929 года — населённый пункт в составе Шаховского района Московской области.
1994—2006 гг. — деревня Судисловского сельского округа Шаховского района.
2006—2015 гг. — деревня сельского поселения Раменское Шаховского района.
2015 — н. в. — деревня городского округа Шаховская Московской области.

## Население
| 1852 | 1859 | 1926 | 2002 | 2006 | 2010 |
| ---- | ---- | ---- | ---- | ---- | ---- |
| 196  | ↘181 | ↗229 | ↘21  | ↗35  | ↗38  |

По данным Всероссийской переписи 2010 года численность постоянного населения составила 38 человек (17 мужчин, 21 женщина).

## Инфраструктура
Личное подсобное хозяйство с зоной сельскохозяйственного использования, индивидуальная застройка усадебного типа. 
В 1913 году — 36 дворов.

На территории зарегистрировано садоводческое товарищество. 

## Транспорт
В деревне останавливаются пригородные и междугородные автобусы, связывающие её с Москвой (м. Тушинская), Волоколамском, Шаховской, Ржевом и Осташковом.